# Torigni-sur-Vire
Torigni-sur-Vire is een plaats en voormalige gemeente in het Franse departement Manche in de regio Normandië en telt 2578 inwoners (1999). De plaats maakt deel uit van het arrondissement Saint-Lô.

## Geschiedenis
Torigni-sur-Vire was de hoofdplaats van het gelijknamige kanton tot dat op 22 maart 2015 werd samengevoegd met het kanton Tessy-sur-Vire tot het kanton Condé-sur-Vire. Op 1 januari 2016 fuseerde de gemeente met Brectouville, Giéville en Guilberville tot de commune nouvelle Torigny-les-Villes, waarvan Torigni-sur-Vire de hoofdplaats werd.

## Geografie
De oppervlakte van Torigni-sur-Vire bedraagt 3,0 km², de bevolkingsdichtheid is 859,3 inwoners per km².
De onderstaande kaart toont de ligging van Torigni-sur-Vire met de belangrijkste infrastructuur en aangrenzende gemeenten.

## Demografie
Onderstaande figuur toont het verloop van het inwonertal (bron: INSEE-tellingen).

Brectouville · Giéville · Guilberville · Torigni-sur-Vire